# Martin Lanig
Martin Lanig (født 11. juli 1984 i Bad Mergentheim, Vesttyskland) er en tysk tidligere fodboldspiller, der spillede som midtbanespiller. Han var gennem karrieren tilknyttet blandt andet Eintracht Frankfurt, Hoffenheim, Greuther Fürth, VfB Stuttgart og 1. FC Köln.